# Juan de Dios Bátiz Paredes
Juan de Dios Bátiz Paredes (Sataya,Sinaloa, 2 de abril de 1890-  20 de mayo de 1979) fue un revolucionario, ingeniero militar y luchador social mexicano. Se desempeñó como gobernador interino de Sinaloa y participó en la fundación del Instituto Politécnico Nacional (IPN).

## Primeros años y formación académica
Sus padres fueron Juan de Dios Bátiz y Doña Isabel Paredes. Desde su infancia, tuvo amplio contacto con el mundo de la política estatal. Su padre fue designado jefe político y su hermana contrajo matrimonio con el gobernador de Sinaloa, el general Francisco Cañedo, quien se reeligió 6 veces y no dejó el gobierno hasta morir.
En sus primeros años de estudio en la escuela rural del Mineral de San José de Gracia donde tuvo sus primeros contactos con la tecnología, entendiendo que esta implicaba el desarrollo y progreso de la sociedad con lo cual se podría obtener mejores condiciones de vida.
A la muerte de su padre en 1896, él junto con su familia se trasladaron a Culiacán donde posteriormente culminó sus estudios básicos en la Escuela Oficial de Normalistas para posteriormente cursar el bachillerato en el Colegio Rosales. Sus estudios profesionales los realizó en el curso de ingenieros del Heroico Colegio Militar antecedente de la hoy Escuela Militar de Ingenieros en la Ciudad de México de donde obtuvo el título de Ingeniero Militar.

## El arte de la Guerra
Dentro de la experiencia militar de Bátiz, encontramos que en 1912 siendo cadete y estando a las órdenes del mayor Juan S. Blake combatió la subversión de Pascual Orozco en la zona norte del país (Durango y Chihuahua).
Después de hacer méritos, en 1913 es ascendido por el presidente Francisco I. Madero con el cargo de Teniente Táctico de Artillería.
Debido a su alta capacitación técnica, adquirida en el ejército de Victoriano Huerta (antes de su traición y de la decena trágica) y a sus habilidades, pronto fue nombrado Capitán Primero.
Después de sitio de la Ciudadela y de la decena trágica, con el creciente descontento de los militares, Bátiz deserta del ejército federal para unirse a las fuerzas revolucionarias que comandaba su amigo y compañero de estudios Don Rafael Buelna Tenorio para rápidamente ascender al grado de coronel en la caballería, convirtiéndose en el jefe del Estado Mayor de la Brigada Buelna.
Después de la toma de Tepic por el ejército revolucionario, el general Juan de Dios Bátiz es nombrado Comandante Militar y Gobernador de Tepic.
A la victoria de las fuerzas constitucionalistas en contra del dictador Huerta, Juan de Dios Bátiz se une a Francisco Villa y su división del Norte, siempre al lado del General Buelna.
El 20 de agosto de 1915 contrae matrimonio con la señorita Laura Pérez en la ciudad de Tepic.

## La ingeniería
Radicó un tiempo en El Paso, Texas, trabajó para la compañía Western Line.
A su regreso a México conoció al gobernador del Estado de Baja California quien lo invitó a participar en la construcción de la carretera Mexicali - Ensenada a principios de 1916.
En 1925, Bátiz se le otorgó el cargo de primer ingeniero de la Comisión Agraria Mixta, donde se recibieron las solicitudes para la restitución de tierras a los campesinos sinaloenses dentro del marco de la Reforma Agraria.
Por sus notables habilidades y su amplio conocimiento en el área de ingeniería se convirtió en promotor, ejecutor y jefe de importantes obras en el área de ingeniería civil en Sinaloa (Culiacán) y Sonora (Hermosillo).

## Vida política
Poco después fue nombrado Regidor en el Cabildo Municipal de la ciudad de Culiacán.
Tuvo una larga carrera legislativa al ser diputado en el Congreso del Estado de Sinaloa; diputado federal por 3 legislaturas donde destacan varios proyectos de Ley exitosos al ser aprobados, por ejemplo la Ley sobre Inamovilidad y Escalafón del Profesorado de las Escuelas postprimarias que tuvieran una dependencia con la SEP.
En 1926, el gobernador del Estado de Sinaloa, Alejandro R. Vega, fue desaforado; por tal motivo Bátiz fue nombrado como gobernador interino por un lapso de un año y dos meses y a pesar del corto tiempo de su mandato, pudo efectuar obras de importantes beneficios a la comunidad, destacando el Hospital Civil donde en su mayoría se atienden a personas de bajos recursos provenientes en su mayoría de pueblos marginados de la sierra, también destaca la construcción de la estación de ferrocarril de Verdura en el municipio de Sinaloa (importante zona agrícola), además de establecer la jornada laboral de 8 horas diarias como máximo.
El ingeniero Bátiz también alcanzó un escaño en el Senado de la república donde se le recuerda por pronunciar encendidos y célebres discursos.
Fue también Jefe Administrativo de la Secretaría de Gobernación, y Director de Previsión Social de la Secretaría del Trabajo.
Entre 1928 y 1934, ocupó puestos de jerarquía dentro del gobierno, destacando Jefe de la Oficina de Hacienda en Salina Cruz, Oaxaca, Jefe de Almacenes en el DDF; tesorero del partido Oficial (PNR) así como jefe del Departamento de Enseñanza Técnica, Industrial y Comercial de la Secretaría de Educación Pública en 2 ocasiones.

## La formación del IPN
En el año 1935, el general Bátiz llega nuevamente al DETIC de la SEP, debido a sus méritos y a la amplia amistad que tenía con el presidente de la República el general Lázaro Cárdenas del Río. Destaca el hecho de captar un gran capital humano con el firme propósito de fijar las bases de una educación técnica profesional que era demandada por el país poniendo "La técnica al servicio de la Patria".
Después de profundos y completos estudios de planeación educativa, en 1936 por decreto Presidencial, publicado el 1 de enero del mismo año en el Diario Oficial de la Federación (DOF) el surgimiento del Instituto Politécnico Nacional, fruto de un magno y fastuoso proyecto en que se buscaba obtener recursos humanos que contribuyeran al desarrollo económico del país, así como lograr subsanar necesidades de nuestro pueblo, es por eso que la centenaria ESCA, ESIME, la ENCB, la ENMH, la ESC (ahora ESIA) así como otros grupo de ellas fueron concentradas en el IPN.
En el primer año de funciones del IPN ocupa el cargo de director general después de haberse negado a ocupar el cargo de secretario de Educación en el Gobierno del General Lázaro Cárdenas del Río.
El 7 de octubre de 1977 el Senado de la República otorgó al ingeniero Juan de Dios Bátiz Paredes la medalla Belisario Domínguez.
Después de recibirla, el ingeniero expreso "La acepto porque sé que es para el Politécnico... sólo vale la pena vivir o morir, si se vive o se muere por la Patria. Yo no tuve el honor de morir por ella, pero he intentado servirle".
Fundador del Instituto Politécnico Nacional, brillante militar y político, educador y luchador social, Bátiz muere el 20 de mayo de 1979 en la Ciudad de México. Su legado: "El politécnico fue mi ilusión y su presencia ha sido mi compañera en esta vida que ha de terminar tranquila y en paz".

## En su honor
En honor de Juan de Dios Bátiz una unidad habitacional de la Delegación Gustavo A. Madero lleva su nombre, así como también una avenida importante en la zona de Zacatenco.
El Centro de Estudios Científicos y Tecnológicos n.º 9 "Juan de Dios Bátiz Paredes" (Voca 9) lleva su nombre, el cual es la institución a nivel medio-superior con mayor prestigio y reconocimiento del Instituto Politécnico Nacional y del país, además de ser primer lugar en la Evaluación Nacional de Logro Académico en Centros Escolares (Enlace).
La sindicatura de Sataya en el municipio de Navolato fue nombrada Sataya de Bátiz, por ser su cuna.
También el CBTis 51 (Mazatlán) y el CONALEP 1 (Culiacán) llevan su nombre, al igual que la secundaria técnica no. 6
La Escuela Secundaria Técnica n.º 47 en la delegación Gustavo A. Madero de la Ciudad de México tiene el honor de llevar su nombre. La Central Termoeléctrica de Topolobampo, la más importante del norte de Sinaloa, construida en 1994 también lleva su nombre.